# 山本伸一 (競輪選手)
山本 伸一（やまもと しんいち、1983年2月15日 - ）は、日本の競輪選手、元プロ野球選手（外野手、内野手。右投左打）。
京都府京都市生まれ。血液型はA。身長175cm、体重78kg、太股62cm。日本競輪選手会奈良支部所属。日本競輪学校（当時。以下、競輪学校）第101期生。

## 来歴

### 野球選手時代
関西創価高校、創価大学、佐川急便大阪（全日本軟式野球連盟加盟チーム）を経て、2006年4月に四国アイランドリーグの高知ファイティングドッグスへ入団。2009年まで4年間在籍した。
入団当時は外野手だったが、2007年より内野手となり登録名を「YAMASHIN」（やましん）に変更。背番号は一貫して23。2009年にはチームの優勝へ貢献。2006年、2008年、2009年には最多盗塁を獲得し、ベストナイン（外野手）に選出された。2008年に記録した53盗塁は2022年現在もリーグのシーズン記録である。
しかし、日本野球機構（NPB）加盟チームからのドラフト指名がなかったため、2009年シーズン限りでチームを退団するとともに、現役を引退することを決意した。

### 競輪選手時代
その後、篠原英雄（競輪学校第81期生）を紹介され競輪学校入学を目指し、2011年1月14日、競輪学校第101回生入学試験に合格した。同校在校競走成績は11勝を挙げ第19位。そして同校卒業記念レース決勝戦では、在校競走成績第1位の小原唯志らを破って優勝。高知登録者の卒業記念レース優勝は初。
2012年5月1日、日本競輪選手会高知支部所属の競輪選手として登録された（登録番号014886）。7月17日、ホームバンクの高知競輪場でデビューし1着、その後2戦も勝利し、デビュー場所で完全優勝を果たした。
2015年3月26日付けで、日本競輪選手会京都支部に移籍。
2020年10月11日、松戸ナイターGIII（燦燦ムーンナイトカップ）にてGIII初優勝。
2022年1月10日付けで、日本競輪選手会奈良支部に移籍。同年8月7日、岸和田GIII（大阪・関西万博協賛競輪）にて2回目のGIII優勝。

## 詳細情報（野球）

### 独立リーグでの打撃成績
以下の数値は四国アイランドリーグplusウェブサイト掲載の各シーズン選手成績による。
| 年 度     | 球 団     | 打 率 | 試 合 | 打 席 | 打 数 | 得 点 | 安 打 | 二 塁 打 | 三 塁 打 | 本 塁 打 | 打 点 | 三 振 | 四 球 | 死 球 | 犠 打 | 犠 飛 | 盗 塁 | 長 打 率 | 出 塁 率 |
| --------- | --------- | ----- | ----- | ----- | ----- | ----- | ----- | -------- | -------- | -------- | ----- | ----- | ----- | ----- | ----- | ----- | ----- | -------- | -------- |
| 2006      | 高知      | .321  | 87    | 340   | 277   | 43    | 89    | 16       | 6        | 0        | 23    | 51    | 55    | 3     | 4     | 1     | 36    | .422     | .438     |
| 2007      | 高知      | .187  | 83    | 275   | 219   | 28    | 41    | 7        | 2        | 1        | 16    | 34    | 42    | 3     | 10    | 1     | 17    | .251     | .325     |
| 2008      | 高知      | .307  | 79    | 316   | 264   | 51    | 81    | 11       | 6        | 0        | 23    | 36    | 48    | 0     | 2     | 2     | 53    | .394     | .411     |
| 2009      | 高知      | .341  | 80    | 353   | 308   | 63    | 105   | 13       | 7        | 2        | 35    | 44    | 37    | 4     | 1     | 3     | 41    | .448     | .415     |
| 通算：4年 | 通算：4年 | .296  | 329   | 1284  | 1068  | 185   | 316   | 47       | 21       | 3        | 97    | 165   | 182   | 10    | 17    | 7     | 147   | .388     | .401     |

- 各年度の太字はリーグ最高、赤太字はリーグ歴代最高

### 独立リーグでのタイトル・表彰
四国IL
- 最多盗塁：3回 （2006年、2008年、2009年）
- ベストナイン：3回 （外野手部門：2006年、2008年、2009年）

### 背番号
- 23 （2006年 - 2009年）

### 登録名
- 山本 伸一 （やまもと しんいち、2006年）
- YAMASHIN （やましん、2006年 - 2009年）